# アストンマーティン・ラゴンダ
アストンマーティン・ラゴンダ（Aston Martin Lagonda ）は、イギリスの自動車メーカーであるアストンマーティンが1974年から1990年まで製造していた大型高級4ドアセダンである。

## 概要
第二次世界大戦以前の『ラゴンダ』は、ル・マン24時間レースでの優勝経験もあり、ベントレーに匹敵する程の名門高級車メーカーであった。しかし、経営不振から1948年には農業用トラクターメーカー経営者のデイビッド・ブラウン（David Brown ）によって、アストンマーティンとともに買収された。その後、1961年にアストンマーティン・DB4の4ドア版としてラゴンダ・ラピードが登場し、ラゴンダの名が復活したが、生産期間はわずか4年間であった。
それから約10年の時を経て再登場したのが、本項で解説するアストンマーティン・ラゴンダである。

## シリーズ1
DBSのホイールベースを約300mm延長し、4ドアセダンに仕立て直したモデルである。
1974年10月に本車が発表された当時、約25年間君臨したデイヴィッド・ブラウンは経営危機のためアストンマーティンを去っており、経営を引き継いだカンパニーディヴェロップメンツは倒産寸前であった。そのような中でアストンマーティンは、ラピード以降消滅していた最高級4ドアセダンを復活させ、同社製4ドアセダンの伝統に則って『ラゴンダ』と命名された。1974年から1975年の間に7台のみが生産された。

### 外装
改良型のV8を基本とし、全体が緩やかな曲面で構成されており、V8の4ドア版という印象である。フロントフェンダーの2連ダクトを継承しており、リア周りも同様で主要部品の流用も多い。V8同様、真正面から見た顔つきは同時代のフォード・マスタングにも似ている。

### 機構
メカニズムはすべてアストンマーティン・V8からの流用である。5,340ccのV型8気筒DOHCエンジンはボッシュ製メカニカルインジェクションで280PS/5,500rpm、ヨーロッパ仕様305hp、トルクは48.7kgm/3,100rpm。トランスミッションはZF製5速MTかクライスラー製トークフライト3速ATを選択できた。最高速度は255km/h。
サスペンションは前輪がダブルウィッシュボーン/コイルで後輪がド・ディオン式のパラレルトレーリングアーム。タイヤは225VR15。4輪ともディスクブレーキ。

## シリーズ2
1976年10月の英国国際モーターショーでシリーズ2が発表された。デザインから構造まで一新された新開発のモデルであり、アストンマーティンは「スポーツカーメーカーが作る4ドアセダン」という市場に着目し登場させた。当時、この市場での競合車種はマセラティ・クアトロポルテやデ・トマソ・ドーヴィルといった少数の高価格車のみだった。日本向けには約3,900万円で販売され、後年になるにつれ上昇し最終的には4,500万円ほどになった。LEDを使用したデジタルメーターの開発に手間取ったため、発売は1978年となった。生産台数は465台。

### 外装
過去の伝統をすべて排し、低く長く、未来的なエクステリアになった。フロントには小さなフロントグリルとその横いっぱいに並べられた補助ランプ類、リトラクタブル・ヘッドライトが備わる。リアにはそれと対をなす、整然と並べられた薄型ランプが備わる。極端なロングノーズ・ショートキャビンであり、エッジの効いたボディラインは極めて個性的なものとなっている。
後部座席の空間を広げたロングホイールベース仕様、シューティングブレーク、2ドアクーペなど外部コーチビルダーによるいくつかの改装車がある。
シリーズ2の途中で、後席左右の窓を広く開くことができるようにするためリアドアに三角窓を追加した。また、ドアミラーの取り付け位置をボディ側Aピラーつけ根部分からフロントドア部分に変更している。

### 内装
最上級のコノリーレザーまたはベロア、ウッドパネルなどを採用した。贅を尽くし、基本的にイギリス製高級車の伝統に則っているが、シリーズ2のシートには同時期のアメリカ製高級車を思わせる豪奢なデザインを採用しており、外観の先鋭さと比べいささか異なった趣を持つ。
赤色LEDによる数字・文字表示のデジタルメーターを採用したことが一番の特色で、また車両管理にコンピュータを採用しており、これらはともに市販車として世界初である。これらメーターおよびコンピュータシステムには、車両本体自体の実に4倍に及ぶ開発費が掛けられた。シリーズ2の途中で、表示パネルは多言語対応（英語・ドイツ語・フランス語・アラビア語に表示切り替え可能）となった。

### 機構
ボディはアルミニウム。
エンジンはアストンマーティン・V8と共通である。ボアφ100mm×ストローク85mm、V型8気筒で5,341cc、ウェーバー製42DCNFキャブレター、圧縮比8.3で243PS/5,000rpm、44.2kgm/4,000rpm。
タイヤは235/70VR15。4輪パワーアシスト付き通風ディスクブレーキ。

## シリーズ3
1986年発売。生産台数は75台。

### 機構
エンジンがインジェクション化された。また、デジタルメーターの表示パネルをブラウン管に変更している。

## シリーズ4
生産台数は105台。シリーズ4においては1週間あたり約1台という生産ペースだった。最終製造車のシャシナンバー13645は1990年3月18日にイギリス国内仕様車としてラインオフし、同年6月14日顧客に販売され、イギリスで保存されている。

### 外装
大幅な変更を実施し、全体的に若返らせた。角張っていたボディの角を丸め、ボリューム感を増した。ボディサイドのキャラクターラインやクロームメッキのモールを廃止するとともにフロントグリルをカラード化。ドアミラーのデザインを変更。リトラクタブル・ヘッドライトを廃止し、角目6灯の固定式ヘッドライトを新規採用。フロントのウィンカーランプ設置場所をバンパー内部に変更した。薄い長方形型リアランプユニットを二段重ねから一段に変更するとともに設置場所をトランクリッド側からボディ側に変更した。

### 内装
デジタルメーターの表示パネルを更に変更。表示部分を大幅に拡大し、蛍光表示管に黄緑、橙、赤のLEDを組み合わせたものとなった。

### 機構
エンジンはボアφ100mm×ストローク85mm、V型8気筒で5,341cc、ボッシュ製Lジェトロニックで240PS/5,500rpm、39.8kgm/2,200rpm。0-100km/hが8.8秒、最高速度は230km/h。
ホイールサイズを16inに拡大し、タイヤが255/60VR16になった。4輪とも通風式ディスクブレーキを備える。